# San Martín del Tesorillo
San Martín del Tesorillo er en by og kommune i det sydlige Spanien i provinsen Cádiz. Den har et indbyggertal på 2.739 (2024) indbyggere.